# کیم یونگ هیون
کیم یونگ هیون (کره‌ای: 김영현؛ زادهٔ ۱۹۶۶) فیلم‌نامه‌نویس اهل کره جنوبی است. او بیشتر به خاطر نویسندگی درام‌های کره‌ای جواهری در قصر و ملکه سوندوک شناخته می‌شود.

## فیلم‌شناسی
- جواهری در قصر (۲۰۰۳)
- افسانه سودانگ (۲۰۰۵)[۲]
- ملکه سوندوک (۲۰۰۹)[۳][۴]
- درختی با ریشه عمیق (۲۰۱۱)[۵]
- شش اژدهای پرنده (۲۰۱۵)
- سرگذشت آسدال (۲۰۱۹)[۶]